# Жуан Паулу (футболіст, 1988)
Жуан Паулу (порт. João Paulo da Silva Araújo; нар. 2 червня 1988, Натал) — бразильський футболіст, грає на позиціях півзахисника та нападника, захищає кольори казахського клубу «Кайрат».

## Ігрова кар'єра
На початку кар'єри Жуан захищав кольори бразильських команд, зокрема «Ботафогу» (ЖП).
20 лютого 2011 він перейшов до корейської команди «Кванджу» на правах оренди. Влітку підписав з корейцями повноцінний контракт, згодом відіграв по сезону ще за два корейських клуба «Теджон Сітізен» та «Інчхон Юнайтед».
У 2015 році Жуан повернувся до Бразилії, де захищав кольори місцевої команди «Ботафогу» (ЖП).
16 червня 2016 півзахисник уклав контракт з болгарським «Ботев» (Пловдив). 29 червня відіграв першу гру в товариському матчі проти Обориште 5–0.
15 серпня 2016 відкрив лік забитим голам в переможній грі 3–2 проти столичної «Славії». 17 вересня Жуан записав до свого активу хет-трик в переможному матчі 4–0 проти «Локомотив» (Горішня Оряховиця). 21 вересня зробив дубль в матчі проти «Пирин» (Гоце Делчев) 6–3 в Кубку Болгарії. Наприкінці того ж тижня він забив ще один гол у виїзній перемозі 2–1 над «Дунав Русе».
30 жовтня 2016 Жуан забив гол на 13-й секунді після результативної передачі Тодора Неделева в матчі проти «Левські» 1–1.
6 січня 2017 року Жуан Паулу перейшов до клубу «Лудогорець», сума трансферу склала €150 000.
27 лютого 2018 року він повернувся до клуб «Ботев» (Пловдив) на правах оренди до кінця сезону. 11 травня Жуан двічі відзначився в переможному матчі 2–1 проти «Берое» (Стара Загора).
У 2019 році на правах оренди захищав кольори казахського клубу «Ордабаси», згодом два сезони відіграв на умовах повноцінного контракту.
6 липня 2021 року «Кайрат» оголосив про підписання 18-місячного контракту з Жуаном. Наразі бразилець продовжує захищати кольори клубу з Алмати.

## Титули і досягнення

### Командні
«Лудогорець»
- Чемпіон Болгарії (2): 2016/17, 2017/18
- Володар Суперкубку Болгарії: 2018

«Кайрат»
- Володар Кубку Казахстану: 2021
- Чемпіон Казахстану: 2024
- Володар Суперкубку Казахстану: 2025

### Особисті
- Прем'єр-ліга Казахстану гравець місяця: квітень 2023,[14] червень 2023[15]
- Найкращий бомбардир Прем'єр-ліги Казахстану (3): 2020 — 12 м'ячів, 2023 — 17 м'ячів, 2024 — 10 м'ячів.